# كاثرين من المجر (1370-1378)
كاترين من المجر أو كاثرين أنجو (مايو 1378 يوليو 1370) الوريثة المفترضة لعرش مملكة المجر وبولندا ،و الابنة الكبرى للملك لويس الأول المجري وزوجته الثانية، إليزابيث البوسنة. توفيت كاترين البالغة من العمر سبع سنوات في سنة 1378.